# Мамедов, Видади Мамед оглы
Видади Мамед оглы Мамедов (азерб. Məmmədov Vidadi Məmməd oğlu; род. 1974) — судья Верховного суда Азербайджана.

## Биография
Родился в 1974 году. В 1997 году окончил юридический факультет университета Докуз Эйлюль. В 2004 году окончил магистратуру юридического факультета Университета «Азербайджан».
В 1998 году являлся юристом объединённого детского отделения Центральной районной больницы г. Шеки.
С 1998 по 1999 год являлся юристом АО «Tütün» (г. Шеки).
С 1999 по 2000 год являлся юристом-корреспондентом журнала «Qanun».
С 2001 по 2002 год являлся судебным контролёром отдела судебных контролёров Апелляционного суда Азербайджана.
С 2002 по 2003 год являлся являлся судебным контролёром отдела судебных контролёров Суда Азербайджана по тяжким преступлениям.
С 2003 по 2004 год являлся ведущим специалистом Гёйчайского отделения по государственной регистрации юридических лиц Министерства юстиции Азербайджана.
С 2004 по 2006 год являлся ведущим советником управления по государственной регистрации юридических лиц Министерства юстиции Азербайджана.
С 2006 по 2007 год являлся главным советником управления юридических и физических лиц главного управления регистрации и нотариата Министерства юстиции Азербайджана.
С 28 июля 2007 года по 2010 год являлся судьёй Низаминского районного суда г. Баку.
С 28 августа 2010 по 2018, с 2020 по 2022 год являлся судьёй Бакинского Апелляционного суда. С 2018 по 2020 год являлся председателем административно-экономической коллегии Бакинского Апелляционного суда.
Судья коллегии по гражданским делам Верховного суда Азербайджана (с 23 декабря 2022).

## Награды
- Медаль «Прогресс» (11 февраля 2023)[4]